# Kadhim Naser
Kadhim Naser (* 1. Januar 1997) ist ein irakischer Leichtathlet, der sich auf den 110-Meter-Hürdenlauf spezialisiert hat.

## Sportliche Laufbahn
Erste internationale Erfahrungen sammelte Kadhim Naser im Jahr 2016, als er bei den Juniorenasienmeisterschaften in der Ho-Chi-Minh-Stadt mit 14,25 s im Vorlauf über 110 m Hürden ausschied. 2023 gewann er bei den Westasienmeisterschaften in Doha in 14,25 s die Silbermedaille hinter dem Kuwaiter Yaqoub Mohamed al-Youha und anschließend belegte er bei den Arabischen Meisterschaften in Marrakesch in 13,85 s den vierten Platz. Im Jahr darauf wurde er bei den Hallenasienmeisterschaften in Teheran im Finale über 60 m Hürden disqualifiziert und 2025 verpasste er bei den Asienmeisterschaften in Gumi mit 14,12 s den Finaleinzug.
2020 wurde Naser irakischer Meister im 110-Meter-Hürdenlauf.

## Persönliche Bestleistungen
- 110 m Hürden: 13,85 s (+0,7 m/s), 21. Juni 2023 in Marrakesch
  - 60 m Hürden (Halle): 7,82 s, 17. Februar 2024 in Teheran